# Taïfa de Cordoue

Carte des taïfas en 1037

La taïfa de Cordoue (Taifa de Córdoba) fut un état musulman indépendant constitué en al-Andalus à la suite de la dislocation du califat de Cordoue à partir de l'an 1008, à la suite de la guerre civile en al-Andalus et apparut en 1031. 

Considéré comme la première république en pays islamique de l'histoire, il disparut en 1070 à la suite de sa conquête par la taïfa de Séville sous le gouvernement d'al-Mu'tamid. Cet état appartient à la première période de taïfas.

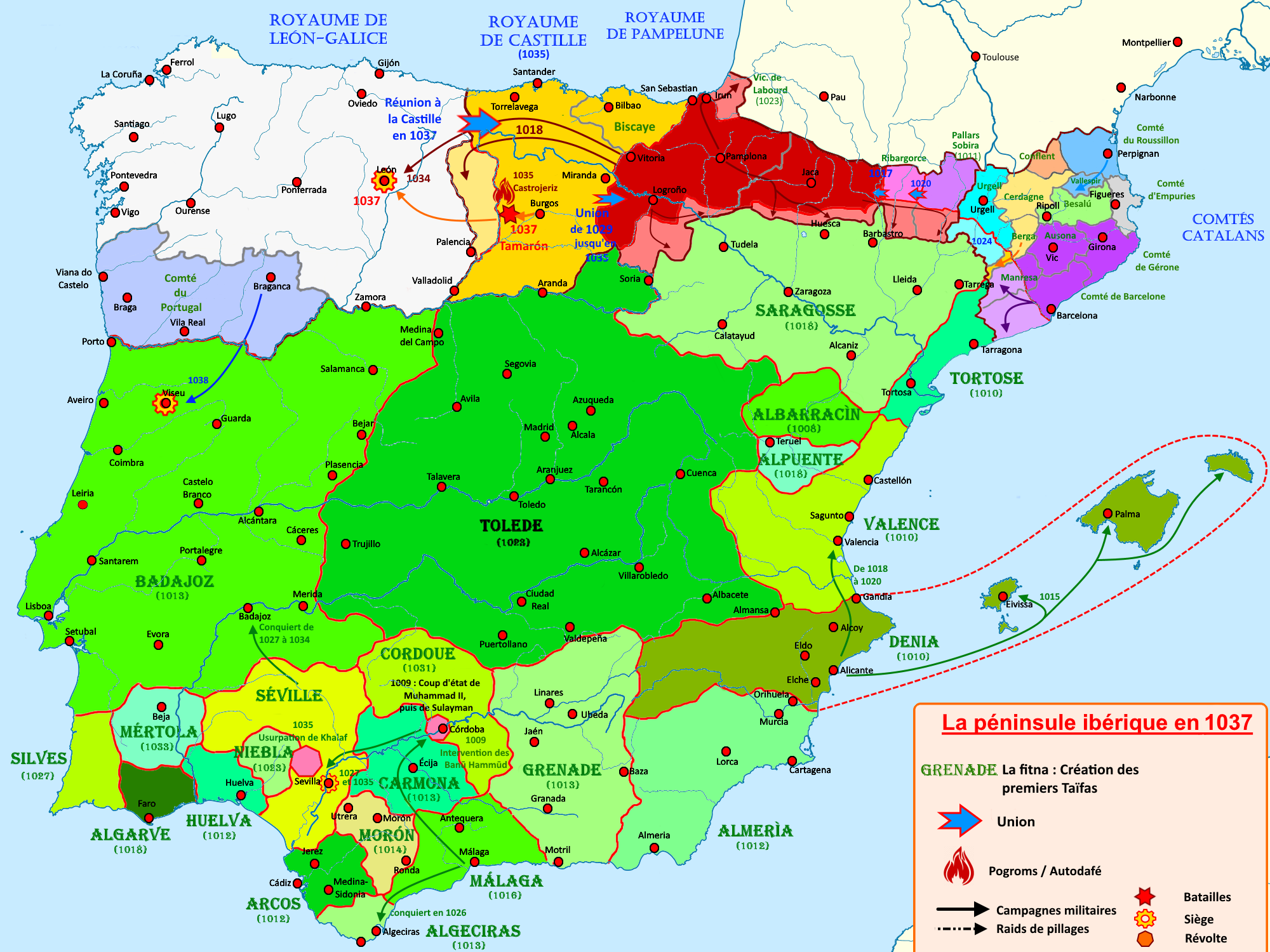
Le premier taïfa de Cordoue, en 1037
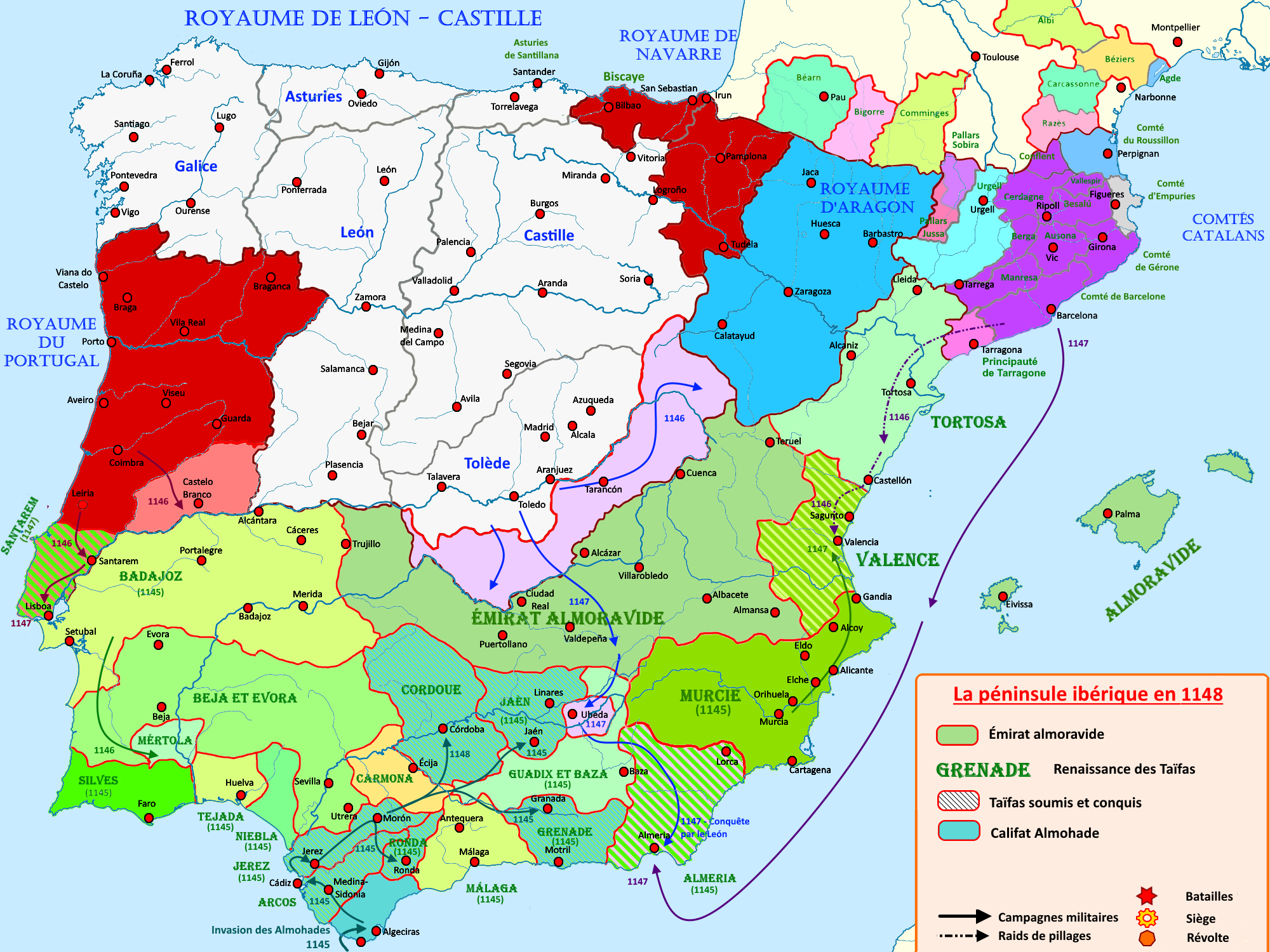
Le second taïfa de Cordoue, en 1148
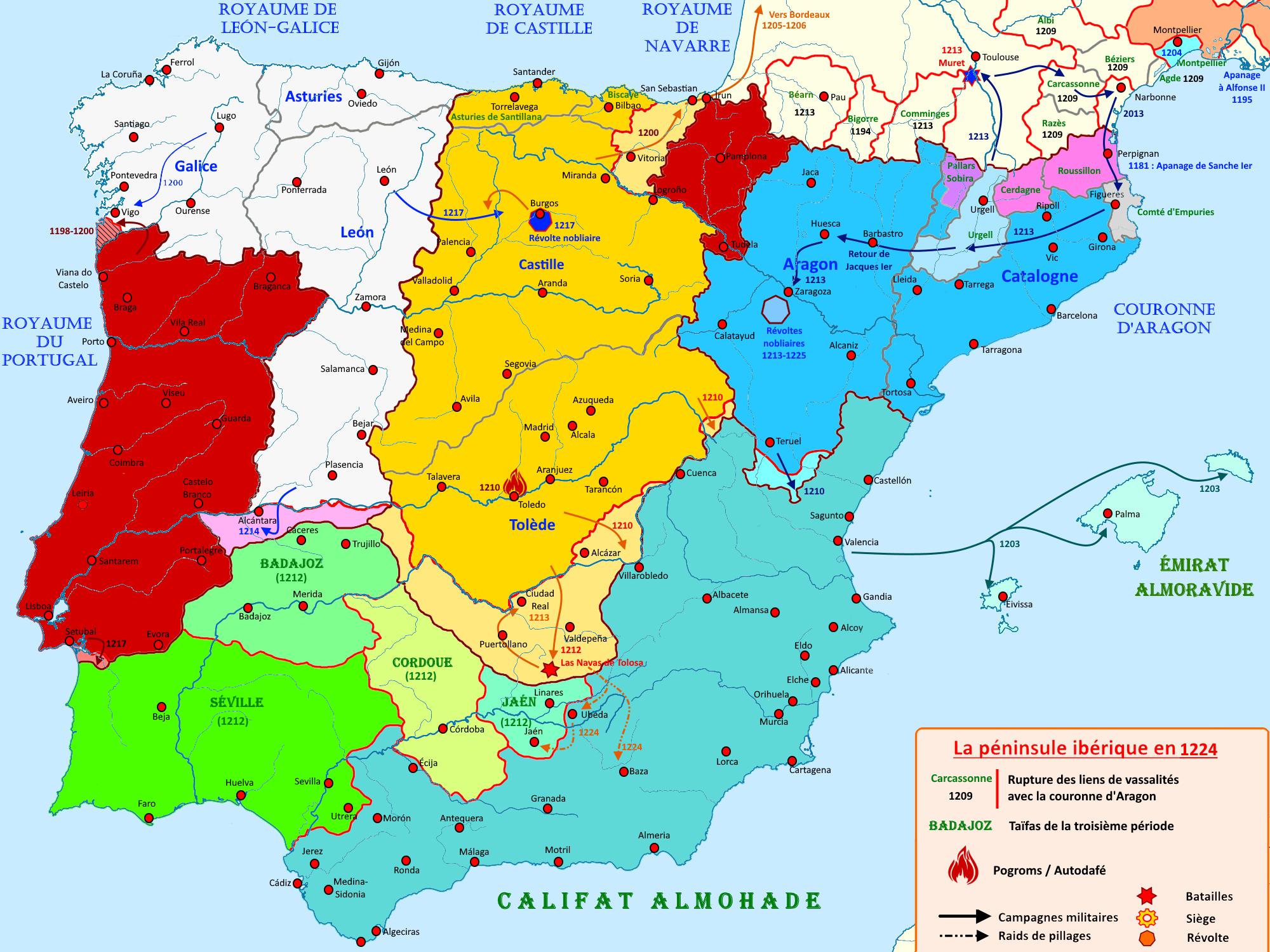
Le troisième taïfa de Cordoue, en 1224
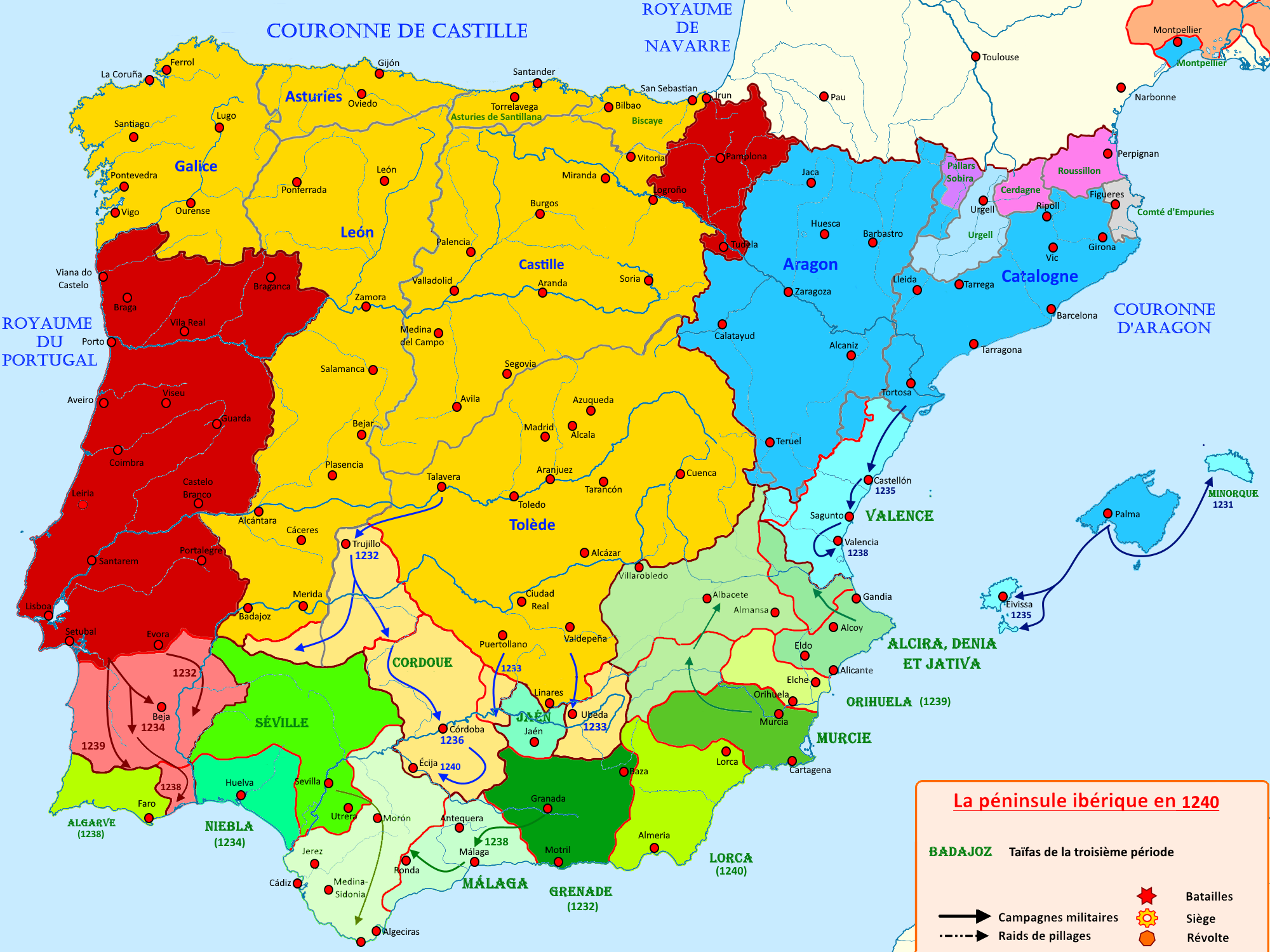
La conquête de Cordoue